# 2930 Euripides
2930 Euripides је астероид главног астероидног појаса чија средња удаљеност од Сунца износи 2,779 астрономских јединица (АЈ).
Апсолутна магнитуда астероида је 12,4.